# Furry Lewis
Furry Lewis (6. března 1893 Greenwood, Mississippi, USA – 14. září 1981 Memphis, Tennessee, USA) byl americký bluesový zpěvák a kytarista. Svou kariéru zahájil ve dvacátých letech. V roce 1981 dostal zápal plic a následně zemřel na srdeční selhání ve věku 88 let. V roce 2012 byl posmrtně uveden do Blues Hall of Fame.